# Lucjusz Woluzjusz Saturninus (konsul 12 p.n.e.)
Lucjusz Woluzjusz Saturninus, Lucius Volusius Saturninus (ur. ok. 60 p.n.e. – zm. 20 n.e.) – rzymski polityk i senator.

## Życiorys
Saturninus pochodził ze starej rodziny senatorskiej, która jednak poza preturę nie wyszła. Ojcem Saturninusa był Kwintus Woluzjusz, który jako prefekt Cylicji służył pod Cyceronem. Saturninus miał siostrę Volusię Saturninę, która została żoną Marka Lolliusza, człowieka rangi konsularnej. Volusia i Lolliusz mieli dwie córki, Lollię Paulinę, która została trzecią żoną cesarza Kaliguli i Lollię Saturninę, która wzięła ślub z konsulem Decimusem Valeriusem Asiaticusem.
Saturninus został konsulem dodatkowym (consul suffectus) w 12 p.n.e. Sprawował też cenzorską władzę przy wyborze dekuryj ekwitów i pierwszy nagromadził bogactwa, dzięki którym jego rodzina stała się bardzo wyróżniająca. Między 11 p.n.e. a 2 n.e. (prawdopodobnie w 7/6 p.n.e.) Saturninus był prokonsulem Afryki, a następnie w 4/5 n.e. legatem Syrii.
Ożenił się z Nonią Pollą. Mieli dwójkę dzieci: konsula Lucjusza Woluzjusza Saturninusa i córkę Volusię, która wyszła za mąż za niejakiego Korneliusza.